# Lucien Leuwen
Lucien Leuwen is een roman van Stendhal waaraan hij heeft gewerkt vanaf mei 1834 tot november 1836. Dat is dus na de publicatie van zijn Le Rouge et le Noir in 1830 en vóór het verschijnen van La Chartreuse de Parme in 1839. Het is zijn tweede grote roman. 
Vanwege de kritische wijze waarop de Julimonarchie (1830-1848), het regime van koning Louis-Philippe I (Lodewijk Filips I), wordt beschreven, kon het boek niet tijdens het leven van de auteur verschijnen, maar is het pas in 1894 door E. Dentu te Parijs gepubliceerd. Uitvoerig wordt erin verhaald hoe de koning en zijn ministers met voorkennis op de beurs handelen en hoe geprobeerd wordt de parlementsverkiezingen te manipuleren. Stendhal was tijdens het schrijven van het boek in overheidsdienst als consul in Civitavecchia, de havenstad van de Kerkelijke Staat en publicatie van het boek zou voor hem zonder twijfel ernstige gevolgen hebben gehad.
Hij is op het idee voor het schrijven van Lucien Leuwen gekomen door het lezen van het romanmanuscript Le Lieutenant, dat mevrouw Jules Gaulthier hem ter beoordeling had voorgelegd. Zijn oordeel over haar boek valt streng uit: er zou nog heel wat moeten worden veranderd voordat er aan een uitgave gedacht kon worden (brief van Stendhal van 4 mei 1834). Het manuscript van Le Lieutenant is helaas niet bewaard gebleven.Van de drie grote romans van Stendhal is Lucien Leuwen ongetwijfeld de geestigste. Niemand wordt erin gespaard, ook de hoofdpersoon niet. De handel en wandel van het leger en de politiek worden met veel ironie beschreven. 

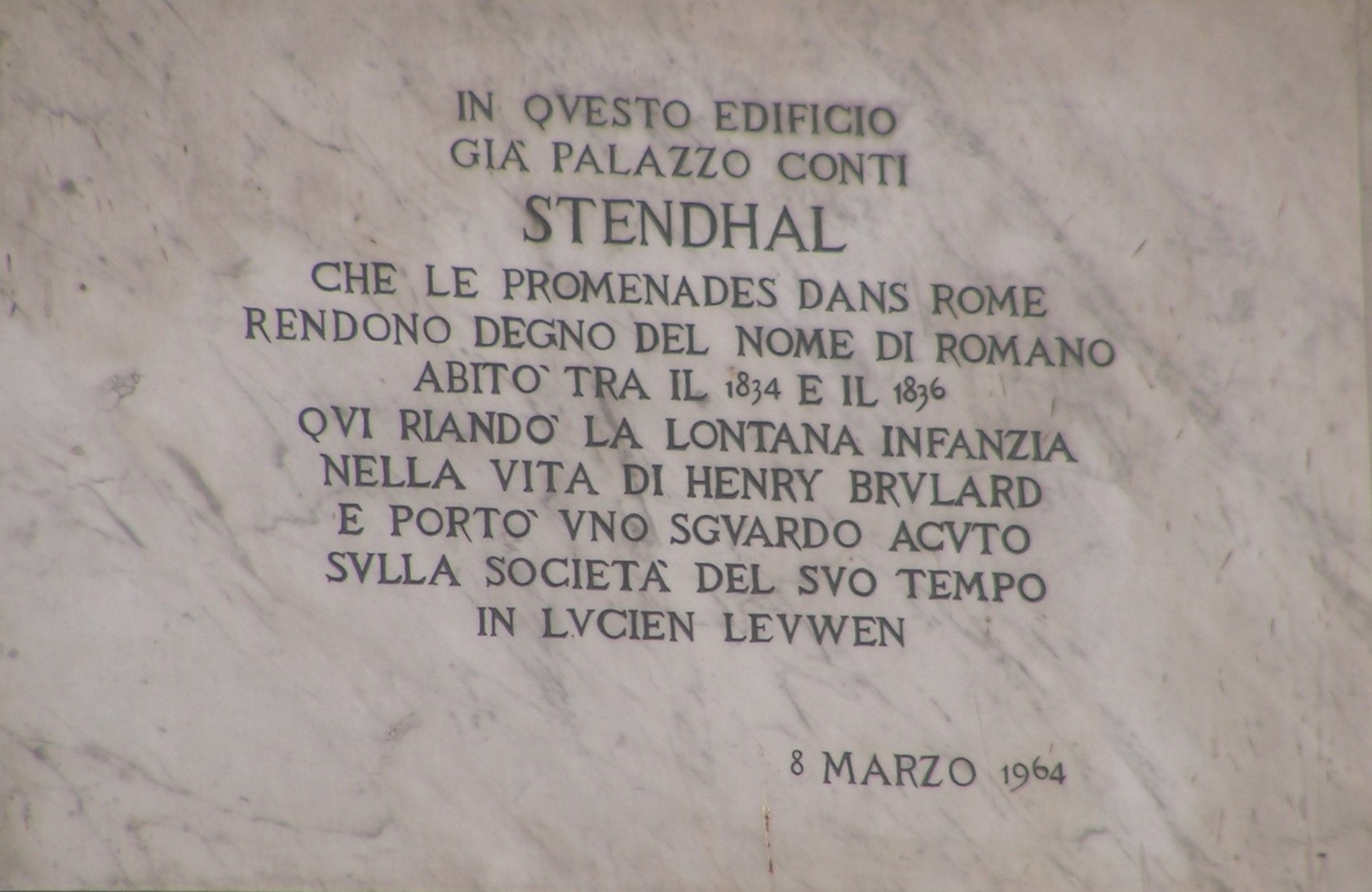
Gevelsteen aan het voormalige palazzo Conti, piazza della Minerva 66 te Rome, waar Stendhal zijn roman Lucien Leuwen heeft geschreven

## Samenvatting
De roman bestaat uit twee delen. Het eerste deel speelt zich af in de garnizoensstad Nancy, waar Lucien Leuwen als tweede luitenant in dienst is bij een regiment lansiers en verliefd wordt op de jeugdige adellijke weduwe Bathilde de Chasteller. In het tweede deel wordt hij op voorspraak van zijn vader secretaris van de minister van Binnenlandse zaken. In die functie moet hij soms acties uitvoeren die op gespannen voet staan met zijn opvattingen over eer en fatsoen, zoals het beïnvloeden van verkiezingen. Zijn vader is ontevreden over de manier waarop zijn zoon door de minister wordt behandeld. Om de minister te dwarsbomen vormt hij een eigen groepering in het parlement. Hij maakt het de minister met deze groepering behoorlijk lastig. Als Leuwen sr. overlijdt, blijkt zijn bank failliet te zijn. Lucien vertrekt naar Capel (= Rome) om daar een post op de Franse ambassade te aanvaarden.

### Eerste deel
Nadat hij wegens vermeende linkse sympathieën van de École Polytechnique is gestuurd, werkt Lucien twee jaar lang één dag per week op het kantoor van zijn vader.  Uiteindelijk besluit hij het leger in te gaan. Dankzij de relaties van zijn vader kan hij een regiment kiezen waarin hij als tweede luitenant zal worden opgenomen. Hij kiest voor het 27ste regiment lansiers, een cavalerieregiment, omdat hij de purperrode bies waarmee het uniform van dat regiment is afgezet mooier vindt dan de gele bies van een ander regiment.
Het binnentrekken van het regiment in Nancy is een evenement. Voorop rijden tweeëndertig trompetters op witte paarden. De mooie vrouwen laten zich voor hun ramen zien. Op een gegeven moment houdt de colonne stil; Lucien ziet achter een raam een mooie jonge vrouw en voelt zich opleven. De stoet zet zich weer in beweging, Lucien geeft zijn paard de sporen, het glijdt uit, valt en ook de berijder komt op de straat terecht. Hij herstelt zich bliksemsnel, maar de vernedering is een feit. Later zal dat met een ander paard op dezelfde plaats nog eens gebeuren.
Door zijn charme en rijkdom weet Lucien mét het nodige toneelspel binnen te dringen in het adellijke milieu van Nancy. Uiteindelijk beantwoordt mevrouw de Chasteller, voor het huis van wie hij tweemaal van zijn paard is gevallen, zijn liefde. Hun relatie doorloopt verschillende stadia, die door Stendhal met groot psychologisch inzicht worden beschreven. Tot een voltooiing komt het echter niet. Door te simuleren dat mevrouw de Chasteller is bevallen van een onwettig kind van een luitenant-kolonel, weet de arts Du Poirier te bereiken dat Lucien de wijk neemt naar Parijs. Een en ander tot grote voldoening van een aantal jaloerse leden van de jonge adel.

### Tweede deel
Dankzij de invloed van zijn vader, de steenrijke bankier van Nederlandse afkomst François Leuwen, wordt Lucien secretaris van de minister van Binnenlandse zaken. Om zijn liefdesverdriet te vergeten stort hij zich met hart en ziel op zijn werk. Dat werk stemt hem niet altijd vrolijk. Zo moet hij ervoor zorgen dat een agent van de regering  die tijdens een provocerende actie dodelijk gewond is geraakt, geen onthullingen over zijn opdracht doet en wordt hij door de minister de provincie in gestuurd om daar door omkoping de verkiezingen te beïnvloeden. Zijn vader is ontevreden over de manier waarop Lucien door zijn minister wordt behandeld en laat zich tot afgevaardigde van het Zuid Franse departement l’Aveyron kiezen. Hij slaagt erin een groep parlementsleden om zich heen te verzamelen. De beschrijving van de domheid van die afgevaardigden en van de redenaarstalenten van hun gevreesde leider maken van Lucien Leuwen ook een grote politieke roman en zorgen voor vaak hilarische effecten.
Om zijn zoon diens republikeinse idealen te doen vergeten, probeert zijn vader hem de ongenaakbare en beeldschone mevrouw Grandet als maîtresse aan de hand te doen. Hij doet dat onder meer door haar te beloven dat hij ervoor zal zorgen dat haar man bij de eerstvolgende gelegenheid minister wordt. Maar Lucien blijft volmaakt onbewogen voor de schoonheid van mevrouw Grandet, die uiteindelijk hevig verliefd op hem wordt. Zij kan zich zelfs zo weinig beheersen dat zij Lucien een bezoek brengt op het ministerie, waar zij vervolgens totaal ineenstort, een onvergetelijke scène.
Als Leuwen sr. ten slotte onverwacht overlijdt, blijkt de bank failliet te zijn. Lucien wikkelt het faillissement af met volledige betaling van de schuldeisers en verkoopt de firmanaam aan de bureauchef en de kassier. Op voorspraak van de minister van Oorlog, die een goede vriend van zijn vader was, wordt hij benoemd tot tweede ambassadesecretaris bij de ambassade van Capel ( = Rome).

## Lucien Leuwen en de politieke stromingen van zijn tijd
Frankrijk leeft onder de zogeheten Julimonarchie van de ‘burgerkoning’ Louis-Philippe (Lodewijk Filips I), die in juli 1830 aan de macht is gekomen. Hij is een neef van zijn voorganger Karel X (Charles X), de laatste koning van het huis Bourbon, die is afgezet omdat hij maatregelen nam die in strijd waren met de grondwet van 1814. Frankrijk heeft roerige tijden achter de rug: de Franse Revolutie van 1789, de daarop volgende Terreur, daarna Napoleon, eerst als Consul en later als Keizer, gevolgd door twee ‘restauraties’ van de Bourbons en nu dus de burgerkoning Louis-Philippe uit het huis Orléans.
De Franse maatschappij is in drie stromingen verdeeld: de eerste bestaat uit aanhangers van de heersende Julimonarchie, ook wel 'le juste milieu' genoemd, het juiste midden tussen monarchie en democratie. Aangezien deze stroming aan de macht is, wordt ook het leger geacht zich aan haar beginselen te houden.
De tweede bestaat uit de oude adel en de bisschoppen, die terug willen naar het ancien régime met zijn door God gegeven koning, en die de verjaagde Karel X of zijn zoon als hun enige wettige koning zien. De vertegenwoordigers van deze stroming noemen zichzelf légitimistes en worden door anderen vaak ultra’s genoemd.
De derde stroming zijn de Republikeinen, die afwijzend staan tegenover iedere vorm van koningschap. Ze worden er door de beide andere stromingen van verdacht een nieuwe revolutie te willen ontketenen, zodat de adel wederom in de emigratie zou moeten vluchten, ‘de Rijn zou moeten oversteken’ en weer van zijn bezittingen zou worden beroofd. Het heersende regime van het juste milieu heeft een grote hoeveelheid spionnen in dienst om de beide andere stromingen in de gaten te houden.
Deze driedeling speelt de hele roman door een grote rol. Lucien is in zijn hart republikein, maar voelt zich toch sterk aangetrokken tot de adel, de legitimisten. Als hij moet kiezen, kiest hij voor het gezelschap waarin hij de plezierigste conversaties kan voeren. Hij doet uitspraken als ‘de democratie is te grof voor mijn manier van voelen’ en ‘ik ben niet in de wieg gelegd om in een republiek te leven. Het zou voor mij de tirannie van mensen zonder niveau betekenen.’ Net als Julien Sorel, de hoofdpersoon van Le Rouge et le Noir en Fabrice del Dongo, de held van La Chartreuse de Parme, is Lucien enerzijds ambitieus en wil hij carrière maken, maar anderzijds wil hij daarbij ook fatsoenlijk blijven. Het naast elkaar bestaan van die twee idealen levert grote spanningen op.

## Voltooid of onvoltooid?
Aanvankelijk was Stendhal van plan de roman in drie delen te schrijven. Het derde deel zou zich in Rome afspelen, waar de titelheld werkzaam zou zijn op de Franse ambassade. Maar al in 1835 heeft hij dat plan laten varen. Tijdens het schrijven heeft hij dus zelf besloten het boek uit twee delen te laten bestaan. Men kan dus niet op grond van het ontbreken van een derde deel de roman ‘onvoltooid’ noemen. Sterker nog, de roman is eerder te compleet te noemen dan onvoltooid. De auteur heeft dat met opzet gedaan. Na het schrijven van Le Rouge et le Noir was hem gebleken dat er nog verschillende aanvullingen nodig waren. Hij vond het schrijven daarvan niet plezierig en besloot zijn tweede grote roman anders aan te pakken. In plaats van te weinig schreef hij te veel. Bij de definitieve redactie hoefde hij dan niets meer toe te voegen, maar alleen nog maar het een en ander te schrappen. Dat schrappen was wel nodig want zijn voltooide manuscript bevat soms tegenstrijdige passages, die niet naast elkaar kunnen bestaan. 
Met uitzondering van de eerste achttien hoofdstukken, die hij heeft gedicteerd, is Stendhal niet meer toegekomen aan het ‘persklaar’ maken van de roman. Het gevolg is dat iedereen die een nieuwe editie van het boek uitbrengt voor het probleem wordt gesteld wat hij moet schrappen. Het gevolg daarvan is weer dat er geen twee edities van de roman totaal identiek zijn. Ook komen er in het manuscript van Stendhal kleine vergissingen voor, zoals onnauwkeurigheden over de leeftijd van de hoofdpersoon of inconsequenties in persoonsnamen. Het boek mist duidelijk de eindredactie van de auteur, maar onvoltooid is het dus zeker niet te noemen.

## Recente edities
- Lucien Leuwen. Manuscrit autographe & Le Chasseur vert, in : Stendhal, Œuvres romanesques complètes II, édition établie par Yves Ansel, Philippe Berthier et Xavier Bourdenet, Bibliothèque de la Pléiade, Gallimard, Paris 2007 [deze editie bevat de complete tekst van het bewaard gebleven manuscript van Stendhal en bovendien de door hem gedicteerde eerste achttien hoofdstukken van de roman, die onder de titel Le Chasseur vert (De groene jager) in 1855 door Romain Colomb in de Nouvelles inédites zijn gepubliceerd].
- Lucien Leuwen, texte établi, présenté et annoté par Michel Crouzet, Le Livre de Poche, Paris 2007 [pocketeditie inclusief noten en varianten van Stendhal].
- Lucien Leuwen, vertaald en van aantekeningen en een nawoord voorzien door Leo van Maris [de eerste Nederlandse vertaling], Atlas, Amsterdam 2007; L.J. Veen Klassiek, Amsterdam 2016, 4e druk (paperback). Deze laatste editie is inmiddels uitverkocht, maar via de boekhandel kan er een gebonden Printing On Demand-uitgave (POD) geleverd worden.

## Geselecteerde bibliografie
- Michel Crouzet, Lucien Leuwen. Le mentir vrai de Stendhal, Paradigme, Orléans 1999.
- Stendhal et le comique, Textes réunis et présentés par Daniel Sangsue, ELLUG, Grenoble 1999.
- F.W.J. Hemmings, Stendhal. A Study of his Novels, Clarendon Press, Oxford 1964.
- Georges Blin, Stendhal et les problèmes du roman, José Corti, Paris 1954.
- Victor Brombert, Stendhal et la voie oblique. L’auteur devant son monde romanesque, P.U.F., Paris 1954.

## Film
- Claude Autant-Lara, Lucien Leuwen (televisiefilm in vier delen, 1973), met Bruno Garcin (Lucien Leuwen), Nicole Jamet (Bathilde de Chasteller), Jean Martinelli (Leuwen sr.), Jacques Monod (Du Poirier), in 2011 op vier DVD’s verschenen bij L.C.J. Éditions, Parijs (Frans gesproken, geen ondertitels).